# Joachim Raff
Joseph Joachim Raff (Lachen, Suíça, 27 de maio de 1822 — Frankfurt-am-Main, Alemanha,  24 de junho de 1882), foi um compositor suíço-germânico.

## Biografia
Joseph Joachim Raff nasceu em 1822, filho de pai alemão originário de Wurtemberg e emigrado na Suíça e mãe suíça originária de Schwyz, foi professor desde 1840. Depois de conhecer e fazer amizade com o Kapellmeister de Zurique Franz Abt, decidiu converter-se em compositor de forma autodidacta e enviou as suas primeiras peças para piano a Felix Mendelssohn-Bartholdy que as recomendou vivamente ao seu editor em 1843.
Em 1845, Raff conheceu Franz Liszt que o convidou a ir à Alemanha, chegando a ser seu secretario particular de 1850 a 1856. Foi igualmente neste período que foi amigo de Hans von Bülow - que chegou a ser um dos directores de orquestra mais famoso do seu tempo.
Depois desta época, deu lições de piano e harmonia como forma de rendimento. Em 1877, nomeado primeiro director do «Hochsches Konservatorium» de Frankfurt-am-Main, deu aulas do curso de composição a Edward MacDowell, o seu aluno mais destacado.
A sua Primeira Sinfonia obteve o primeiro prémio da «Wiener Gesellschaft der Musikfreunde», à frente de sinfonias de compositores reputados como Carl Reinecke ou Robert Volkmann.

## Catálogo de obras principais

### Sinfonias
- Sinfonia n.º 1 « An das Vaterland », op. 96  (1861).
- Sinfonia n.º 2, op. 140 (1866).
- Sinfonia n.º 3 « Im Walde », op. 153 (1869).
- Sinfonia n.º 4, op. 167 (1871).
- Sinfonia n.º 5 « Lenore », op. 177 (1872).
- Sinfonia n.º 6, op. 189 (1873).
- Sinfonia n.º 7 « In den Alpen », op. 201 (1875).
- Sinfonia n.º 11 « Der Winter », op. 214 (1876).
- Sinfonia n.º 8 « Frühlingsklänge », op. 205 (1876).
- Sinfonia n.º 9 « Im Sommer », op. 208 (1878).
- Sinfonia n.º 10 « Zur Herbstzeit », op. 213 (1879).

### Suites para orquestra
- Suite n.º 1, op. 101 (1863)
- Suite « Italiana », WoO.36 (1871)
- Suite n.º 2 « In ungarischer Weise », op. 194 (1874)
- Suite « Aus Thüringen » (1877)

### Outras obras orquestais
- Musique de scène pour « Bernhard von Weimar », WoO.17 (1854).
- Ouverture « Ein feste Burg ist unser Gott », op. 127 (1854).
- Ouverture de concert, op. 123 (1862).
- Ouverture du Jubilée, op. 103 (1864).
- Ouverture « Fest », op. 117 (1864).
- Festmarch, op. 139 (1867).
- Sinfonietta pour instruments à vent, op. 188 (1873).
- Orchestration de la Chaconne de la Partita n.º 2 pour violon de Bach, WoO.40 (1873).
- Arrangement de la Suite anglaise de Bach, WoO.42 (1874).
- Rapsodie pour orchestre « Abends », op. 163b (1874).
- Elégie pour orchestre, WoO49 (1879).
- Prélude orchestral à « la Tempête » de Shakespeare, WoO50 (1879).
- Prélude orchestral à « Macbeth » de Shakespeare, WoO51 (1879).
- Prélude orchestral à « Roméo et Juliette » de Shakespeare, WoO52 (1879).
- Prélude orchestral à « Othello » de Shakespeare, WoO53 (1879).
- Grande fugue pour orchestre, WoO.57 (1882).

### Concertos
- Konzerstück « Ode au printemps », op. 76 (1857).
- Cavatine pour violon et orchestre, op.85 (1859).
- Concerto pour violon n.º 1, op.161 (1871).
- Concerto pour piano op.185 (1873).
- Concerto pour violoncelle n.º 1, op.193 (1874).
- Suite für Klavier und Orchester Es-Dur op.200 (1875).
- Concerto pour violoncelle n.º 2, WoO 45 (1876).
- Concerto pour violon n.º 2, op.206 (1877).

### Óperas
- König Alfred, d'après un livret en 4 actes de Gotthold Logau, WoO 14 (1848-50).
- Samson, d'après un livret en 5 actes de Joachim Raff, WoO.21 (1853-57, revisé en 1865).
- La Parole, d'après un livret en 3 actes de Joachim Raff, WoO 30 (1868).
- Dame Kobold, d'après un livret en 3 actes de Paul Reber nach Calderon, op.154 (1869).
- Benedetto Marcello, d'après un livret en 3 actes de Joachim Raff, WoO47 (1877-78).
- Die Eifersüchtigen, d'après un livret en 3 actes de Joachim Raff, WoO 55 (1881-82).